# Melanie Vallejo
Melanie Vallejo (* 27. Oktober 1979 in Adelaide, South Australia) ist eine australische Schauspielerin. Nationale Bekanntheit erlangte sie durch die Fernsehserie Winners & Losers.

## Leben
Vallejo ist die Tochter eines philippinisch-spanischen Vaters und einer ukrainisch-stämmigen Mutter. Sie besuchte die Norwood-Morialta High School und studierte anschließend an der Flinders University.
Sie debütierte 2005 in einer Episode der Fernsehserie All Saints als Fernsehschauspielerin. 2006 war sie in insgesamt 32 Episoden der Fernsehserie Power Rangers Mystic Force in der Rolle der Madison Rocca alias Blue Mystic Ranger zu sehen. Von 2011 bis 2016 war sie in der Fernsehserie Winners & Losers in insgesamt 109 Episoden in der Rolle der Sophie Wong zu sehen. Neben weiteren Besetzungen in Fernsehserien folgten auch Charakterrollen in Filmen wie Upgrade.

## Filmografie
- 2005: All Saints (Fernsehserie, Episode 8x33)
- 2006: Power Rangers Mystic Force (Fernsehserie, 32 Episoden)
- 2008: Dying Breed
- 2009: Radio Pirates (Kurzfilm)
- 2009: The Sculptor
- 2009: Die Chaosfamilie (Packed to the Rafters) (Fernsehserie, 5 Episoden)
- 2009–2011: The Jesters (Fernsehserie, 2 Episoden)
- 2010: Dance Academy – Tanz deinen Traum! (Dance Academy) (Fernsehserie, 2 Episoden)
- 2010: Cops LAC (Fernsehserie, Episode 1x10)
- 2011–2016: Winners & Losers (Fernsehserie, 109 Episoden)
- 2015: Home (Kurzfilm)
- 2016: Cheapest Weddings (Fernsehserie)
- 2018: Upgrade
- 2018: Alibi (Fernsehserie)